# Zanè
Zanè är en ort och kommun i provinsen Vicenza i regionen Veneto i Italien. Kommunen hade 6 635 invånare (2018).